# Macka B
Christopher MacFarlane ( Wolverhampton), beter bekend als Macka B, is een Brits muzikant.

## Discografie
- 1986 - Sign of the Times (Ariwa)
- 1987 - We've Had Enough (Ariwa)
- 1988 - Looks are Deceiving (Ariwa)
- 1989 - Buppie Culture (Ariwa)
- 1990 - Natural Suntan (Ariwa)
- 1991 - Peace Cup (Ariwa)
- 1992 - Jamaica, No Problem? (Ariwa)
- 1993 - Roots Ragga (Ariwa)
- 1994 - Here Comes Trouble (Ariwa)
- 1995 - Discrimination (Ariwa)
- 1995 - Hold on to Your Culture (Ariwa)
- 1998 - Suspicious (Ariwa)
- 1999 - Roots & Culture (Ariwa)
- 2000 - Global Messenger (Ariwa)
- 2000 - Live Again Roots Ragga 2 (Ariwa)
- 2003 - By Royale Command (with The Royale Roots Band)
- 2004 - Word Sound & Power (Charm)
- 2008 - More Knowledge
- 2012 - Change The World
- 2015 - Never Played a 45
- 2017 - Health Is Wealth
- 2020 - Warrior Style